# 갯대추나무
갯대추나무는 갈매나무과의 낙엽 활엽 관목이다. 바닷가에서 자란다. 높이 2∼3m이고 가지에서 나는 잎은 빽빽이 난다. 가지에 갈색 빛이 도는 흰색 털이 빽빽이 나지만 점차 없어져 회백갈색이 된다. 잎은 어긋나고 달걀 모양이나 긴 타원형이며 끝이 둔하다. 잎 길이는 3∼6cm, 나비는 2.5∼4.5cm로 밑쪽에 3개의 큰 맥이 있고 가장자리에 잔 톱니가 있다. 잎자루에는 털이 약간 있고 어린 나무에는 턱잎이 변한 가시가 있으나 오래되면 없어진다. 꽃은 6월에 피고 연한 녹색이며 취산꽃차례로 잎겨드랑이에 달린다. 꽃자루는 짧고 갈색 빛이 도는 흰색 털이 빽빽이 나며, 꽃받침, 꽃잎, 수술은 각각 5개이고 암술은 1개이다. 열매는 건과로서 반구형이며 끝이 3개로 갈라지고 9∼10월에 익는다. 관상용으로 심는다. 희귀종으로 환경부에서 보호식물로 지정하고 있다. 제주도, 일본, 타이완, 중국에 분포한다.